# Drosophila pellewae
Drosophila pellewae är en tvåvingeart som beskrevs av Pipkin och Heed 1964. Drosophila pellewae ingår i släktet Drosophila och familjen daggflugor.
Artens utbredningsområde är Panama och Colombia.